# Coppa Italia Dilettanti 2015-2016
La Coppa Italia Dilettanti 2015-16 è stata la 50ª edizione di un trofeo di calcio, al quale hanno partecipato tutte le squadre iscritte ai campionati di Eccellenza, oltre ad alcune di Promozione, comunque fuori classifica. La squadra vincitrice, l'Unione Sanremo, ha acquisito il diritto a partecipare al campionato di Serie D 2016-2017.

## Formula
La competizione ha previsto una prima fase regionale, organizzata e gestita dai Comitati Regionali stessi che ne hanno stabilito la formula. Ogni comitato doveva segnalare la squadra qualificata alla fase nazionale della competizione, che doveva necessariamente militare in Eccellenza e che era stata insignita del titolo di Campione di Coppa Regionale.
Le 19 squadre qualificate dai tornei regionali sono state suddivise in 8 raggruppamenti:
1. Liguria - Lombardia - Piemonte
2. Friuli-Venezia Giulia - Trentino-Alto Adige - Veneto
3. Emilia-Romagna - Toscana
4. Marche - Umbria
5. Lazio - Sardegna
6. Abruzzo - Molise
7. Basilicata - Campania - Puglia
8. Sicilia - Calabria

I gruppi composti da tre squadre si sono affrontati in un torneo triangolare di sola andata, mentre delle singole gare si sono svolti sia l'andata che il ritorno.
Tutti i turni successivi si sono svolti in gare di andata e ritorno, tranne la finale che è stata a gara unica.

## Riepilogo fase regionale
| Coppa Regionale              | Vincitrice                | Finalista             | Risultato      | Partecipanti                                                                      |
| ---------------------------- | ------------------------- | --------------------- | -------------- | --------------------------------------------------------------------------------- |
| Coppa Abruzzo                | San Salvo                 | Pineto                | 2 - 1          | le 18 di Eccellenza                                                               |
| Coppa Basilicata             | Vultur Rionero            | Real Metapontino      | 3 - 0 (d.c.r.) | le 16 di Eccellenza                                                               |
| Coppa Calabria               | Sersale                   | Sambiase              | 2 - 1          | 48 (16 di Eccellenza e 32 di Promozione)                                          |
| Coppa Campania               | Città di Nocera           | Aurunci               | 2 - 0          | 96 (32 di Eccellenza e 64 di Promozione)                                          |
| Coppa Emilia-Romagna         | Progresso Castel Maggiore | Salsomaggiore         | 4 - 0          | le 36 di Eccellenza                                                               |
| Coppa Friuli-Venezia Giulia  | Vesna                     | Flaibano              | 4 - 2          | le 16 di Eccellenza                                                               |
| Coppa Lazio                  | Cassino                   | Colleferro            | 4 - 1          | le 36 di Eccellenza                                                               |
| Coppa Liguria                | Unione Sanremo            | Rapallo               | 2 - 1          | le 16 di Eccellenza                                                               |
| Coppa Lombardia              | Ardor Lazzate             | Legnano               | 2 - 0          | le 49 di Eccellenza                                                               |
| Coppa Marche                 | Fabriano Cerreto          | Civitanovese          | 1 - 0          | le 16 di Eccellenza                                                               |
| Coppa Molise                 | Vastogirardi              | Venafro               | 5 - 3 (d.c.r.) | 34 (17 di Eccellenza e 17 di Promozione)                                          |
| Coppa Piemonte-Valle d'Aosta | Alpignano                 | Casale                | 3 - 2          | le 36 di Eccellenza                                                               |
| Coppa Puglia                 | Gravina                   | Hellas Taranto        | 2 - 0          | le 18 di Eccellenza                                                               |
| Coppa Sardegna               | Ghilarza                  | Taloro Gavoi          | 2 - 1          | le 16 di Eccellenza                                                               |
| Coppa Sicilia                | Mazara                    | Acireale              | 3 - 1          | le 32 di Eccellenza                                                               |
| Coppa Toscana                | Larcianese                | San Donato Tavarnelle | 2 - 1 (d.t.s.) | le 32 di Eccellenza                                                               |
| Coppa Trentino-Alto Adige    | Virtus Bolzano            | Mori Santo Stefano    | 5 - 4 (d.c.r.) | 48 (16 di Eccellenza e 32 di Promozione)                                          |
| Coppa Umbria                 | Ventinella                | Angelana              | 2 - 1          | le 16 di Eccellenza                                                               |
| Coppa Veneto                 | Liapiave                  | Pozzonovo             | 3 - 1          | le 32 di Eccellenza                                                               |
| Totale                       | 19 club ammessi           | -                     | -              | 611 club partecipanti alle fasi regionali (466 di Eccellenza e 145 di Promozione) |

## Fase eliminatoria a gironi
Le 19 squadre partecipanti al primo turno sono divise in 8 gironi:
- I gironi A, B e G sono composti da 3 squadre con gare di sola andata;
- I gironi C, D, E, F e H sono composti da 2 squadre con gare di andata e ritorno.

### Girone A
| Squadra           | P.ti | G | V | N | P | GF | GS | DR |
| ----------------- | ---- | - | - | - | - | -- | -- | -- |
| 1. Unione Sanremo | 6    | 2 | 2 | 0 | 0 | 4  | 0  | +4 |
| 2. Alpignano      | 3    | 2 | 1 | 0 | 1 | 2  | 2  | 0  |
| 3. Ardor Lazzate  | 0    | 2 | 0 | 0 | 2 | 1  | 5  | -4 |

| Arbitro: | Sprezzola (Mestre) |

|  |           |             |
|  | Marcatori | 42’ Raguseo |

| Arbitro: | Gullotta (Siracusa) |

|             |           |                                    |
| Pizzini 45’ | Marcatori | 84’ Crescente 90+1’ (rig.) Massimo |

| Arbitro: | Emmanuele (Pisa) |

|                                |           |  |
| Scalzi 8’ Capra 51’ Sinisi 87’ | Marcatori |  |

### Girone B
| Squadra           | P.ti | G | V | N | P | GF | GS | DR |
| ----------------- | ---- | - | - | - | - | -- | -- | -- |
| 1. Vesna          | 4    | 2 | 1 | 1 | 0 | 3  | 1  | +2 |
| 2. Virtus Bolzano | 2    | 2 | 0 | 2 | 0 | 3  | 3  | 0  |
| 3. Liapiave       | 1    | 2 | 0 | 1 | 1 | 2  | 4  | -2 |

| Arbitro: | Frascaro (Firenze) |

|                                |           |  |
| D.Colja 3’ Kosmač 90+1’ (rig.) | Marcatori |  |

| Arbitro: | Dell'Oca (Como) |

|                                 |           |                               |
| Dal Mas 60’ Benetton 74’ (rig.) | Marcatori | 10’ (rig.) Dal Piaz 88’ Hofer |

| Arbitro: | Scarpa (Collegno) |

|          |           |             |
| Hofer 5’ | Marcatori | 79’ Božičič |

### Girone C
| Squadra 1  | Totale | Squadra 2 | Andata | Ritorno |
| ---------- | ------ | --------- | ------ | ------- |
| Larcianese | 2 - 0  | Progresso | 1 - 0  | 1 - 0   |

| Arbitro: | Restaldo (Ivrea) |

|           |           |  |
| Pinto 85’ | Marcatori |  |

| Arbitro: | Gobbato (Latisana) |

|  |           |            |
|  | Marcatori | 84’ Citera |

### Girone D
| Squadra 1  | Totale | Squadra 2        | Andata | Ritorno |
| ---------- | ------ | ---------------- | ------ | ------- |
| Ventinella | 0 - 4  | Fabriano Cerreto | 0 - 1  | 0 - 3   |

| Arbitro: | Braghini (Bolzano) |

|  |           |                 |
|  | Marcatori | 65’ Piergallini |

| Arbitro: | Zamagni (Cesena) |

|                                           |           |  |
| Bartoli 2’ (rig.), 67’ (rig.) Bianchi 90’ | Marcatori |  |

### Girone E
| Squadra 1 | Totale | Squadra 2 | Andata | Ritorno |
| --------- | ------ | --------- | ------ | ------- |
| Ghilarza  | 0 - 4  | Cassino   | 0 - 3  | 0 - 1   |

| Arbitro: | Sicurello (Seregno) |

|  |           |                                        |
|  | Marcatori | 32’ (rig.), 65’ Longobardi 77’ Corrado |

| Arbitro: | Bianchini (Terni) |

|             |           |  |
| Belmani 57’ | Marcatori |  |

### Girone F
| Squadra 1    | Totale      | Squadra 2 | Andata | Ritorno |
| ------------ | ----------- | --------- | ------ | ------- |
| Vastogirardi | 1 - 1 (gfc) | San Salvo | 0 - 0  | 1 - 1   |

| Agnone 17 febbraio 2016, ore 14:30 | Vastogirardi     | 0 – 0 | San Salvo | Stadio Civitelle\| Arbitro: \| Piazzini (Prato) \| |
| Arbitro:                           | Piazzini (Prato) |       |           |                                                    |

| Arbitro: | Vergaro (Bari) |

|               |           |                       |
| Colitto 90+1’ | Marcatori | 78’ Marinucci Palermo |

### Girone G
| Squadra            | P.ti | G | V | N | P | GF | GS | DR |
| ------------------ | ---- | - | - | - | - | -- | -- | -- |
| 1. Gravina         | 6    | 2 | 2 | 0 | 0 | 4  | 1  | +3 |
| 2. Città di Nocera | 3    | 2 | 1 | 0 | 1 | 3  | 2  | +1 |
| 3. Vultur Rionero  | 0    | 2 | 0 | 0 | 2 | 0  | 4  | -4 |

| Arbitro: | Ancora (Roma 1) |

|                        |           |  |
| Majella 57’ Vitolo 90’ | Marcatori |  |

| Arbitro: | Giaccaglia (Jesi) |

|  |           |                         |
|  | Marcatori | 45’ Chessa 66’ Ladogana |

| Arbitro: | Bracaccini (Macerata) |

|                              |           |                |
| Dibenedetto 16’ Ladogana 73’ | Marcatori | 28’ Carotenuto |

### Girone H
| Squadra 1 | Totale | Squadra 2 | Andata | Ritorno |
| --------- | ------ | --------- | ------ | ------- |
| Mazara    | 3 - 2  | Sersale   | 0 - 0  | 3 - 2   |

| Mazara del Vallo 17 febbraio 2016, ore 14:30 | Mazara             | 0 – 0 | Sersale | Stadio Nino Vaccara\| Arbitro: \| Scatena (Avezzano) \| |
| Arbitro:                                     | Scatena (Avezzano) |       |         |                                                         |

| Arbitro: | Di Giovanni (Caserta) |

|                       |           |                       |
| Russo 6’ Pugliese 28’ | Marcatori | 11’, 72’, 86’ Rosella |

## Fase a eliminazione

### Quarti di finale
| Squadra 1        | Totale | Squadra 2    | Andata | Ritorno |
| ---------------- | ------ | ------------ | ------ | ------- |
| Unione Sanremo   | 5 - 3  | Vesna        | 2 - 2  | 3 - 1   |
| Fabriano Cerreto | 2 - 1  | Larcianese   | 1 - 1  | 1 - 0   |
| Cassino          | 5 - 0  | Vastogirardi | 3 - 0  | 2 - 0   |
| Gravina          | 2 - 2  | Mazara (gfc) | 2 - 2  | 0 - 0   |

#### Andata
| Arbitro: | Taricone (Perugia) |

|                  |           |                        |
| Rovella 25’, 49’ | Marcatori | 4’ Colja 13’ Venturini |

| Arbitro: | Nicolini (Brescia) |

|                 |           |                |
| Piergallini 57’ | Marcatori | 82’ Fioravanti |

| Arbitro: | Catani (Fermo) |

|                                              |           |  |
| Cardazzi 28’ Longobardi 44’ Masciantonio 60’ | Marcatori |  |

| Arbitro: | Catanoso (Reggio Calabria) |

|                       |           |                          |
| Rana 43’ Ladogana 51’ | Marcatori | 16’ Compagno 20’ Rosella |

#### Ritorno
| Arbitro: | Galipò (Firenze) |

|                    |           |                                           |
| Cardini 77’ (aut.) | Marcatori | 52’ (rig.) Cardini 59’ Fiuzzi 79’ Rovella |

| Arbitro: | Cecchin (Bassano del Grappa) |

|  |           |             |
|  | Marcatori | 60’ Moretti |

| Arbitro: | Cavaliere (Paola) |

|  |           |                     |
|  | Marcatori | 30’, 40’ Longobardi |

| Mazara del Vallo 16 marzo 2016, ore 15:00 | Mazara                 | 0 – 0 | Gravina | Stadio Nino Vaccara (circa 2250 spett.)\| Arbitro: \| Delrio (Reggio Emilia) \| |
| Arbitro:                                  | Delrio (Reggio Emilia) |       |         |                                                                                 |

### Semifinali
| Squadra 1        | Totale | Squadra 2      | Andata | Ritorno |
| ---------------- | ------ | -------------- | ------ | ------- |
| Fabriano Cerreto | 2 - 3  | Unione Sanremo | 1 - 1  | 1 - 2   |
| Mazara           | 4 - 3  | Cassino        | 3 - 3  | 1 - 0   |

#### Andata
| Arbitro: | Paolucci (Lanciano) |

|             |           |                 |
| Moretti 89’ | Marcatori | 43’ Dalessandro |

| Arbitro: | Mulas (Sassari) |

|                                  |           |                                           |
| Rosella 48’ Fontana 69’ Bono 76’ | Marcatori | 4’ Shabanaga 31’ Corrado 44’ Masciantonio |

#### Ritorno
| Arbitro: | Morabito (Taurianova) |

|                                       |           |                 |
| Capra 24’ (rig.) Sancinito 32’ (rig.) | Marcatori | 60’ Piergallini |

| Arbitro: | Zucchetti (Foligno) |

|  |           |             |
|  | Marcatori | 81’ Fontana |

### Finale
| Squadra 1 | Risultato | Squadra 2      |
| --------- | --------- | -------------- |
| Mazara    | 0 - 2     | Unione Sanremo |

| Arbitro: | Arena (Torre del Greco) |

| |            | |
| | Marcatori  | 30’ (rig.) Cardini 90+1’ Scalzi                                                                                              |
| Iacono Lo Cascio Fontana Comegna Mastronardi (67′ Di Simone) Gallina (58′ Giacalone) Compagno Arnone (64′ Bono) Gambino Rosella Cammareri | Formazioni | Miraglia Fenoglio Puddu (90+3′ Fici) Bregliano Fiuzzi Fonjok Capra (81′ Scalzi) Sinisi Rovella Sancinito Cardini (65′ Gallo) |
| Tommaso Napoli | Allenatori | Roberto Cevoli |